# SPAS-12
SPAS-12(영어: Special Purpose Automatic Shotgun-12)는 이탈리아의 프란치 S.p.A사에 의해 1979년~2000년까지 개발 및 생산된 반자동 산탄총이다.

## 개요
SPAS-12는 경찰 및 군용 화기로서 1970년대에 개발을 시작하여 1979년 생산에 돌입하였다. 미국에 소개된 시기는 1983년으로 경찰과 특수 부대에 매우 인기가 높았으며, 민간 시장에는 스포츠용 산탄총으로서 들어져 왔다. 다루기가 간편하고 강력했으므로, 오래 지나지 않은 시기에 군용 산탄총으로 조정되어 민간 시장으로의 유입은 완전하게 봉쇄되게 되었다. 하지만, 많은 수가 국경을 넘어왔고 2000년 생산이 중단되면서, 상대적으로 높은 가격을 가지게 되었다. 지금의 SPAS-12는 수집가들이 가지기를 바라는 화기중 하나이다.

## 작동 방식
반자동 사격과 펌프 액션의 두가지 작동 방식을 가진다. 반자동일 경우, 전면 손잡이가 잠기고 방아쇠를 당겨 약실에 들어간 탄환을 발사한 후의 다음 탄환의 장전은 가스에 의해 자체적으로 이루어지게 되며, 초당 4발의 탄환이 소비된다.
두 번째 방식은 펌프 액션으로 탄환을 발사한 후, 전면 손잡이를 안쪽으로 당겨 탄피를 약실에서 배출함과 동시에 약실에 채워넣는다. 이 방식은 주로 폭동을 진압하기 위해 최루가스탄을, 총기로 인한 인명 피해를 최소화하면서 용의자를 검거하기 위하여 고무탄을 발사할 때 유용하다.
이 두가지는, 전면 손잡이가 앞또는 뒤로 완전히 당겨졌을때, 총신 윗면에 위치한 버튼식 안전장치를 눌러 전면 손잡이를 잠금으로서 바꿀 수 있다. 옛 SPAS-12의 모델은 레버 방식의 안전 장치가 방아쇠보호대에 붙어있었다.

## 변형
화기는 성능을 높이기 위해 개조를 거쳐 좀 더 좋게 변형시키는 작업을 거친다. SPAS-12 또한 마찬가지로 접철식 개머리판이 있으며, 일반 개머리가 존재한다. 그리고 전등 또는 레이저 조준기를 달수도 있는데, 때때로 SPAS-12의 변형 중의 일부는 5발들이 탄창을 쓰기도 한다.
- SPAS-12 : 개머리판이 없는 기본형이다.
- SPAS-12S : 접철식 개머리판을 장착한 모델이다.

## 같이 보기
- 산탄총 목록
- SPAS-15